# 東京オリンピック・パラリンピック競技大会組織委員会
公益財団法人東京オリンピック・パラリンピック競技大会組織委員会（とうきょうオリンピック・パラリンピックきょうぎたいかいそしきいいんかい、英: The Tokyo Organising Committee of the Olympic and Paralympic Games、略称: TOCOG）は、2021年に開催された東京2020オリンピック・パラリンピック競技大会の準備および運営を監督したオリンピック・パラリンピック競技大会組織委員会（OCOG）である。通称東京2020組織委員会、Tokyo 2020。また、報道では東京五輪・パラリンピック大会組織委員会などとも呼ばれる。
2014年（平成26年）1月24日に発足し、2022年（令和4年）6月30日をもって本来の業務を停止して解散、法人消滅の手続きのために活動する清算法人へと移行した。

## 沿革
2013年9月の第125次IOC総会において、2020年オリンピック・パラリンピックの開催地が東京に決定したことを受け、同競技大会の準備及び運営に関する事業を行うことを目的に、日本オリンピック委員会と東京都によって一般財団法人として設立された。2014年1月に両者が1億5千万円ずつを拠出して発足し、同年6月に都は57億円を追加投入した。
翌2015年1月1日付で、公益財団法人となった。
名誉会長は御手洗冨士夫。初代会長は2014年1月14日に森喜朗（第85・86代 内閣総理大臣）に正式決定した。日本開催のオリンピック組織委員会で、財界以外からの会長は久しぶりとなった。同4月、東京2020組織委員会の「マーケティング専任代理店」として電通が指名された。大会名誉総裁には天皇徳仁が就いた。
2015年1月から開始した大会スポンサー契約では一部、これまでの慣習を破る「同業種の2社契約」も実現した（IOCと協議の上で特例として）。2015年4月の時点で早くも、目標の収入額1500億円 を突破したとマーケティング担当者が述べている。「ゴールドパートナー」枠に関しては、1社150億円以上の契約金設定だという。
東京2020組織委員会のホームページは2015年11月にサイバー攻撃を受けたため、セキュリティー強化も兼ねて翌2016年2月にリニューアルした。
「One Team for Our Dreams」のスピリットを掲げた2015年度（平成27年度）は、約290億円の黒字となった。収入が約407億円で、支出が約116億円だった（事業費・管理費の計で、役員報酬が67,470,000円、顧問料が113,136,656円、賃借料が476,808,794円など）。
この団体に東京都庁からの出向者もいる（原則出向期間は3年としてきた）が、別途、都には東京都オリンピック・パラリンピック準備局が存在する。
2015年3月23日、スタッフの増大を見越し虎ノ門オフィスを新設して本部とし、従来の新宿オフィス（東京都庁34階） と並行して業務を進行する。11月には、事務総長直下に「改革推進室」を設置。2016年度に都庁33階や新宿パークタワー、虎ノ門ヒルズの近くの三会堂ビル などにも事務所を置く計画がある。
2016年2月1日時点の職員は461人（11局体制）である。大会時の「7,000人化計画」を目指しているともいう。
2016年秋に国際渉外・スポーツ局が、国際渉外局とスポーツ局に分かれ、12局体制に変更となった。
2018年頃 https://tokyo2020.jp から https://tokyo2020.org に公式サイトのドメインを変更した。
2019年4月17日、東京都港区虎ノ門の虎ノ門ヒルズ森タワーから東京都中央区晴海晴海アイランドトリトンスクエアオフィスタワーY棟およびX棟、Z棟に移転。本部はY棟に置かれた。
しかし、新型コロナウイルス感染症（COVID-19）の流行によるオリンピック・パラリンピック開催の1年延期に伴い、一部賃借契約が当初の閉幕タイミングとなる2020年9月に満了し、新たに入居する企業も決まっているため、大半の職員が勤務するY棟からは同月中の転居を計画。その後調整が行われ、大部分の機能を晴海トリトンスクエアに残しつつ、一部機能を江東区青海のテレコムセンターに移転することとなった。

2021年2月12日、森は日本オリンピック委員会（JOC）の会合で「女性がたくさん入っている理事会は時間がかかる」などと発言し批判を招いた責任を取り、会長職を辞することを表明した。後任には参議院議員で東京オリンピック・パラリンピック担当大臣であった橋本聖子が大臣職を辞任したうえで、同月18日に会長就任となった（参議院議員は辞職せず兼職）。

## 組織
評議員会が理事会の上部機関として設置され、理事会は重要事項の決定や会長の選定などの権限を持つ。

### 評議員
2020年6月29日現在。
- 川淵三郎（日本サッカー協会相談役・元会長）
- 遠山敦子（元文部科学大臣、元文化庁長官、元トヨタ財団会長）
- 木村興治（JOC名誉委員・元常務理事、全日本テコンドー協会会長、日本卓球協会名誉副会長）
- 福田富昭（JOC名誉委員・元副会長、日本レスリング協会会長）
- 梶原洋（東京都副知事）
- 武市敬（東京都副知事）

### 役員等
2021年3月3日現在。以降の大会職務の変動も累々補足した。
|                        |                        | | 就任  |
| ---------------------- | ---------------------- | --- | ----- |
| 名誉会長               | 御手洗冨士夫           | 日本経済団体連合会名誉会長、キヤノン代表取締役会長兼社長・最高経営責任者 | 14.3  |
| 会長                   | 橋本聖子               | 参議院議員（元自由民主党）、前東京オリンピック・パラリンピック担当大臣、オリンピアン（スピードスケート、自転車）                                                             | *     |
| 副会長                 | 遠藤利明               | 衆議院議員（自由民主党）、2020年東京オリンピック・パラリンピック大会推進議員連盟幹事長、日本スポーツ協会副会長                                                               | *     |
| 副会長                 | 津賀一宏               | パナソニック代表取締役社長 | 16.1  |
| 副会長                 | 河野一郎               | 筑波大学名誉教授、日本アンチ・ドーピング機構顧問・元会長 | *     |
| 副会長                 | 山下泰裕               | 国際オリンピック委員会委員、日本オリンピック委員会会長、国際柔道連盟理事、オリンピアン（柔道）                                                                               | 19.7  |
| 副会長                 | 山脇康                 | 元日本郵船代表取締役副会長、元日本パラリンピック委員会委員長、国際パラリンピック委員会理事、日本障がい者スポーツ協会理事                                                     | *     |
| 副会長                 | 多羅尾光睦             | 東京都副知事 | 19.7  |
| 副会長                 | 荒木田裕子             | 国際オリンピック委員会オリンピックプログラム委員会委員、オリンピアン（バレーボール）                                                                                         | *     |
| 専務理事（事務総長）   | 武藤敏郎               | 元財務事務次官、大和総研名誉理事 | *     |
| 常務理事（副事務総長） | 布村幸彦               | 元文部科学省スポーツ・青少年局長 | *     |
| 常務理事               | 籾井圭子               | 元文部科学省広報室長、日本オリンピック委員会常務理事 | 21.3  |
| 理事                   | 秋元康                 | 作詞家 | *     |
| 理事                   | 麻生泰                 | 麻生セメント代表取締役会長、麻生太郎副総理の弟 | *     |
| 理事                   | 泉正文                 | 日本スポーツ協会副会長兼専務理事 | 16.4  |
| 理事                   | 王貞治                 | 福岡ソフトバンクホークス取締役会長、世界少年野球推進財団理事長 | 16.9  |
| 理事                   | 大日方邦子             | 電通パブリックリレーションズオリンピック・パラリンピック部シニアコンサルタント、日本パラリンピアンズ協会会長、日本障がい者スポーツ協会理事、パラリンピアン（アルペンスキー） | 21.3  |
| 理事                   | 河野雅治               | 政府代表、元外務審議官 | *     |
| 理事                   | 小山有彦               | 東京都議会議員（都民ファーストの会） | 17.11 |
| 理事                   | 齋木尚子               | 元外務省国際法局長、東京大学公共政策大学院客員教授、日本スケート連盟副会長、日本ラグビーフットボール協会理事                                                                 | 21.3  |
| 理事                   | 佐々木かをり           | イー・ウーマン代表取締役社長、ユニカルインターナショナル代表取締役社長 | 21.3  |
| 理事                   | 白石弥生子             | 元東京都議会局長、元東京都保健医療公社理事長、東京都障害者スポーツ協会会長                                                                                                   | 21.3  |
| 理事                   | 白波瀬佐和子           | 東京大学大学院人文社会系研究科教授 | 21.3  |
| 理事                   | 高島直樹               | 東京都議会議員（自由民主党） | *     |
| 理事                   | 高橋尚子               | 日本オリンピック委員会理事、日本陸上競技連盟理事、オリンピアン（マラソン）                                                                                                   | 21.3  |
| 理事                   | 高橋治之               | 元電通専務取締役、コモンズ代表取締役会長 | 14.6  |
| 理事                   | 田嶋幸三               | 日本オリンピック委員会副会長、日本サッカー協会会長、国際サッカー連盟カウンシルメンバー                                                                                       | 19.7  |
| 理事                   | 田中理恵               | オリンピアン（体操） | *     |
| 理事                   | 谷本歩実               | オリンピアン（柔道） | *     |
| 理事                   | 豊田周平               | トヨタ紡織代表取締役会長、元欧州トヨタ自動車代表取締役社長 | 18.3  |
| 理事                   | 中村倫治               | 東京都オリンピック・パラリンピック準備局長 | 19.9  |
| 理事                   | 中森邦男               | 日本障がい者スポーツ協会日本パラリンピック委員会参事 | *     |
| 理事                   | 成田真由美             | パラリンピアン（水泳） | *     |
| 理事                   | 蜷川実花               | 写真家、映画監督 | *     |
| 理事                   | 芳賀美津枝             | 登別アシリの会代表 | 21.3  |
| 理事                   | 馳浩                   | 衆議院議員（自由民主党）、元文部科学大臣、オリンピアン（レスリング） | 19.9  |
| 理事                   | 林いづみ               | 元名古屋地方検察庁検事、桜坂法律事務所パートナー弁護士 | 21.3  |
| 理事                   | 東村邦浩               | 東京都議会議員（公明党） | 17.11 |
| 理事                   | 日比野暢子             | 桐蔭横浜大学スポーツ健康政策学部教授、ウースター大学スポーツエクササイズ学部名誉教授                                                                                         | 21.3  |
| 理事                   | 松本正義               | 住友電気工業代表取締役会長、関西経済連合会会長、日本陸上競技連盟評議員 | *     |
| 理事                   | 室伏広治               | 東京医科歯科大学スポーツサイエンスセンター長・教授、スポーツ庁長官、元組織委スポーツディレクター、オリンピアン（ハンマー投）                                                 | *     |
| 理事                   | 矢野晴美               | 国際医療福祉大学医学部医学教育統括センター副センター長・教授 | 21.3  |
| 理事                   | ヨーコ・ゼッターランド | 日本女子体育大学体育学部准教授、日本スポーツ協会常務理事、オリンピアン（バレーボール）                                                                                       | *     |
| 理事                   | 横川浩                 | 元通商産業省生活産業局長、日本陸上競技連盟会長 | *     |
| 理事                   | 來田享子               | 中京大学スポーツ科学部教授 | 21.3  |
| 理事                   | 渡邉守成               | 国際オリンピック委員会委員、国際体操連盟会長 | 18.10 |
| 監事                   | 塗師純子               | 日本オリンピック委員会監事 / 弁護士、元警察庁官僚 | 19.7  |
| 監事                   | 佐藤敦                 | 東京都会計管理局長 | 19.7  |

電通は、国内の協賛企業獲得などを行なう同東京2020組織委員会員会マーケティング専任代理店。

#### 理事会
2014年3月17日の第2回の評議員会にて、東京2020組織委員会が定款で定める理事数の上限を35名（決議前は25名以内）とした。この日、33名（会長を含めると34名）の就任が決まり、これまで数名変更がある。番号順も設定されている（2と3、17から32で変更が発生している）。
2021年3月3日の評議員会にて、理事人数の定款変更を決議して上限を45名に変更し、女性のみ12人の新理事を選任した。橋本聖子新会長が就任時に掲げた、理事会の女性比率40%以上という目標が達成された（20.6%から計19人の42.2%へ向上）。
IOCの規則により、開催都市を抱える国のIOC委員、及び国内オリンピック委員会と国内パラリンピック委員会からオリンピック組織委員会の理事に加わることが規定されている。
理事に就任している東京都政の関係者は、OBを含めても5人であり、もっぱら競技の計画・運営主体になるとみられる。
理事会構成メンバーの多くは競技経験者、実業家、自由民主党出身者である。

#### 過去の理事会メンバー
- 豊田章男 - 副会長[注 15]
- 櫻田義孝 - 副会長
- 冨岡勉 - 副会長
- 秋山俊行 - 副会長
- 山本隆 - 副会長
- 猪熊純子 - 副会長
- 中嶋正宏 - 理事[61][65]
- 岡崎助一 - 理事[61][65][注 16]
- 青木剛 - 理事[48]
- 久保公人 - 理事[48]
- 米村敏朗 - 理事

- 小林耕士 - 理事[54]
- 佐藤広 - 常務理事、副事務総長[66][注 8]
- 竹田恆和 - 副会長
- 平岡英介 - 常務理事[注 17]
- 齋藤泰雄 - 理事[注 18]
- 萩生田光一 - 理事
- 鈴木大地 - 理事
- 森喜朗 - 会長[42]
- 丸川珠代 - 理事[50]
- 福井烈 - 常務理事[52]

### 清算人
2022年6月30日付で組織委員会が解散後清算法人に移行し、評議員会で選出された以下の清算人4人が清算手続きにあたった。
- 武藤敏郎
- 布村幸彦
- 佐藤広
- 山本隆

### シニアチーム
- 武藤敏郎 - 事務総長、最高経営責任者
- 布村幸彦 - 副事務総長、最高執行責任者
- 佐藤広 - 副事務総長、元常務理事
- 坂上優介 - 副事務総長
- 古宮正章 - 副事務総長[24]
- 山本隆 - 副事務総長、元副会長[69]
- 米村敏朗 - 最高保安責任者[70]、元理事
- 中村英正 - ゲームズ・デリバリー・オフィサー（大会開催総括）[71]、最高財務責任者[72]
- 岡崎助一 - スポーツ調整責任者、元理事[65]
- 三木泰雄 - 最高テクノロジーイノベーション責任者[24][73][注 19]
- 坂明 - 最高情報セキュリティ責任者
- 髙橋道和- 役員室長[注 20]
- 小山哲司 - 総合調整責任者[75]
- 福嶌教輝 - 国際関係調整役[76]
- 小谷実可子 - スポーツディレクター[77][注 21]
- 高谷正哲 - スポークスパーソン（広報局広報部戦略広報課長）[80]
- 廣野充俊 - 最高デジタルマーケティング責任者

12局の各局長 
- 雑賀真 - 総務局長[注 23]
- 伊藤学司 - 企画財務局長[82][注 24]
- 小林麻紀 - 広報局長[80][注 25]
- 坂牧政彦 - マーケティング局長[注 26]
- 村里敏彰 - 国際局長、国際スキー連盟副会長[85]
- 中村英正- スポーツ局長[72][注 27][86]。
  - 土方政雄 - スポーツ局長代理[87]
- 井上恵嗣 - 大会準備運営第一局長
- 吉村憲彦 - 大会準備運営第二局長
- 岩下剛 - 警備局長[88][注 28]
- 舘剛司 - テクノロジーサービス局長
- 福島七郎 - 会場整備局長
- 廣瀬隆正 - 施設整備調整局長

2016年秋に国際渉外・スポーツ局（村里敏彰局長）が、国際局（国際渉外局）とスポーツ局に分かれ、12局体制となった。
2018年度、輸送局を新設。
- 神田昌幸 - 輸送局長

過去のメンバー
- 室伏広治 -　スポーツ局長兼スポーツディレクター[90]
- 藤澤秀敏 - 広報局長
- 小野日子 - 広報局長兼スポークスパーソン[36][70][91][91]、組織委員会ニュースレター「2020たより」編集長[80]
- 槇英俊 - マーケティング局長[注 29]
- 高崎卓馬 - 企画財務局クリエイティブディレクター[注 29]
- 今井勝典 - 警備局長[注 30]
- 中井元 - 最高式典責任者[93][94]

### 参与
2014年6月13日現在。武藤敏郎事務総長に助言する立場として置かれた。
- 上治丈太郎
- 乙武洋匡
- 加賀見俊夫
- 真田久[注 31]

- 但木敬一[注 32]
- 田中直毅
- 田中暢子
- 夏野剛[注 32]

- 林真理子
- 間野義之
- 安井順一[96][注 33]
- 山﨑孝明

### 顧問会議
2020年10月6日現在。
名誉最高顧問
- 安倍晋三

最高顧問
- 菅義偉（顧問会議議長）
- 大島理森[注 34]
- 山東昭子[注 35]

特別顧問（五十音順）
- 麻生太郎
- 櫻田謙悟

- 加藤勝信
- 堤義明

- 中西宏明
- 三村明夫

- 吉野利明

顧問（五十音順）
- 青柳陽一郎
- 秋元克広
- 浅尾慶一郎
- 朝日滋也
- 荒木泰臣
- 新山裕之
- 安西祐一郎
- 安藤裕康
- 飯泉嘉門
- 猪谷千春
- 五十嵐京子
- 石井幹子
- 石毛茂
- 石田全史
- 石原慎太郎
- 泉ピン子
- 市瀬優子
- 一戸隆男
- 伊藤数子
- 伊東信一郎
- 伊藤久夫
- 伊藤雅俊
- 今井須美子
- 岩田繁子
- 植木義晴
- 内堀雅雄
- 内海房子
- 江田憲司
- 王貞治[注 32]
- 大井川和彦
- 大久保好男
- 大谷泰夫
- 大野元裕
- 大八木信行
- 大山とも子
- 岡田正治
- 岡村正
- 小川卓良
- 翁百合
- 小倉和夫
- 尾﨑治夫
- 小沢一郎
- 大日方邦子

- 海江田万里
- 香川敬
- 上條清文
- 川勝平太
- 川越豊彦
- 川鍋一朗
- 河村建夫
- 河村文夫
- 北清治
- 木田真理子
- 北岡伸一
- 北原茂樹
- 鬼頭宏
- 喜名朝博
- 草刈民代
- 工藤鉄男
- 熊谷俊人
- 熊倉純子
- 藏内勇夫
- 黒岩祐治
- 小泉清裕
- 神津里季生
- 後藤正幸
- 小林いずみ
- 小林公正
- 小林節
- 小林光俊
- 小室淑恵
- 紺野美沙子
- 迫本淳一
- 笹川陽平
- 佐々木かをり
- 佐々木伸彦
- 笹部俊雄
- 佐藤信幸
- 佐藤秀行
- 鹿谷史明
- 島村宜伸
- 清水志摩子
- 清水庄平
- 清水勇人
- 下重暁子
- 白石弥生子

- 杉浦賢次
- 鈴木克昌
- 鈴木直道
- 鈴木道子
- 清野智
- 関口修
- 千玄室
- 高島宗一郎
- 髙嶋達佳
- 髙橋公比古
- 高橋尚子
- 田川博己
- 滝川クリステル
- 武田美保
- 立谷秀清
- 達増拓也
- 田中英夫
- 塚田修
- 東明有美
- 富田茂之
- 中川順子
- 長崎幸太郎
- 長島美保子
- 中嶋義雄
- 中曽根弘文
- 永田恭介
- 永田泰造
- 中田宏
- 中村邦晴
- 中村春基
- 中山泰男
- 夏木マリ
- 新浪剛史
- 二階俊博
- 西崎光子
- 野上義二
- 野尻哲雄
- 野村萬
- 萩生田光一
- 萩原聡
- 馳浩
- 長谷山彰
- 林文子

- 原島幸次
- 半田一登
- 平田充孝
- 福井トシ子
- 福田紀彦
- 藤野公孝
- 星野良三
- 堀憲郎
- 前田晃伸
- 松尾文則
- 松田公太
- 松原亘子
- 万田康
- 三木谷浩史
- 三国清三
- 三澤憲一
- 三屋裕子
- 宮田慶子
- 宮本岳志
- 村井嘉浩
- 村上英子
- 村中志朗
- 本村賢太郎
- 森義久
- 森田健作
- 両角穣
- 安田和正
- 柳ヶ瀬裕文
- 柳原正樹
- 山浦晟暉
- 山口寿一
- 山口那津男
- 山崎一男
- 山﨑孝明
- 山西健一郎
- 山本信夫
- 山本博
- 横倉義武
- 横山洋吉
- 吉田晋
- 笠浩史
- 和田林道宜

旧メンバー
青山幸恭、飯田德昭、石黒克巳、石毛博行、石﨑孟、石澤義文、市川一徳、伊藤俊典、井上弘、岩城眞佐子、上杉雅彦、上田清司、上田良一、浮田秀則、大久保満男、大野博、大橋明、岡下勝彦、岡田啓、岡野俊一郎、小野力、尾上浩一、柿沼トミ子、鎌田長明、加山俊夫、清原正義、古賀伸明、小林栄三、小林哲也、近藤遒、坂本すが、佐藤祐文、里見進、嶋崎秀彦、白石興二郎、杉田久雄、杉田ひろし、杉野学、鈴木和也、清家篤、関美津子、髙橋哲夫、髙橋基之、髙橋幹、髙水永雄、伊達忠一、田中明彦、張富士夫、筒井孝尚、寺本充、東福寺一郎、時任基清、富田昌孝、長島美保子、中野英則、仲野弥和、並木心、西川太一郎、根津嘉澄、野中博、林正夫、針谷了、藤沢薫、藤原忠彦、堀竹充、松岡敬明、松山良一、馬渕明子、黛まどか（辞任）、宮本久也、籾井勝人、森民夫、森保彦、師岡伸公、矢崎昭盛、山口範雄、山崎登美子、山科透、山田啓二、山本樹育、吉田和憲、蓬清二

### 委員会

#### アスリート委員会
2017年2月21日現在
- 高橋尚子（陸上競技） - 委員長
- 河合純一（水泳） - 副委員長

以下は、委員（五十音順）
- 穴井隆将（柔道）
- 池田信太郎（バドミントン）
- 上山容弘（体操）
- 及川晋平（車椅子バスケ）
- 大畑大介（ラグビー）
- 小宮正江（ゴールボール）
- 齋藤里香（重量挙げ）
- 菅原智恵子（フェンシング）
- 杉山愛（テニス）[注 32]
- 関根明子（トライアスロン）

- 高倉麻子（サッカー）
- 田口亜希（射撃）[注 32]
- 土田和歌子（陸上競技）
- 萩原智子（水泳）[100]
- 萩原美樹子（バスケ）
- 廣瀬隆喜（ボッチャ）
- 不老安正（クレー射撃）
- 松永共広（レスリング）
- 三浦恵子（ホッケー）

旧メンバー
- 鈴木大地（辞任）

#### 文化・教育委員会
2019年12月6日現在
- 青柳正規 - 委員長[注 36]

以下は、委員（五十音順）
- 秋元雄史
- 浅葉克己
- 池坊専好
- 市川海老蔵
- 今中博之[注 32]
- 今村久美
- HIRO
- 小山久美
- 織作峰子

- 桂文枝
- 川越豊彦
- 喜名朝博
- コシノジュンコ
- 真田久[注 31]
- SHELLY
- 篠田信子
- 杉野学
- 銭谷眞美

- セーラ・マリ・カミングス
- 千宗室
- 田中稔三
- 野村萬斎
- 深澤晶久
- 宮田慶子
- 村田吉弘
- 山崎貴
- 吉本光宏

旧メンバー
- 伊藤俊典（全日本中学校長会会長）、榎本智司、大橋明、羽入佐和子、松下功

#### メディア委員会
2016年7月4日現在。（　）は入れ替え、★は新規参加メンバー、どちらも2016年。
- 日枝久 - 委員長
- 石川聡 - 副委員長

以下は、委員（五十音順）
- 天野雅道
- 池田正一
- 笛吹雅子
- 岡部純子
- 川嶋明
- 狐崎浩子
- 五井憲子
- 小菅洋人（1）
- 小杉善信
- 小牧次郎
- 近藤順夫
- 今野義範（2）
- 齋藤秋水

- 佐野慎輔
- 柴田岳（3）
- 白川美紀
- 関根英生（4）
- 平一彦
- 高橋憲治
- 高橋剛
- 東実森夫
- 冨重圭以子
- 夏野剛[注 32]
- Peter Langan（5）
- 長谷部剛
- 樋口昌之

- 檜原真紀
- 福地献一
- 藤丸真世（6）
- 前川万美子
- 丸山実子
- 三雲薫
- 宮嶋泰子
- 村松佐和子
- 本橋春紀
- 結城和香子
- 豊吹雪
- 吉田直人★

旧メンバー
- 上田修（2）、久保田智子（6）、斉藤清人（4）、James Simms II（5）、永原伸（3）、丸山昌宏（1）

#### ブランドアドバイザリーグループ
2017年2月13日現在
- 宮田亮平[注 32][注 38]
- 生駒芳子
- 石井リーサ明理

- 垣内俊哉
- 官浪辰夫
- 杉山愛[注 32]

- 田口亜希[注 32]
- 長澤忠徳※

旧メンバー
- ※新島実

#### マスコット審査会メンバー
2018年4月27日現在
- 宮田亮平 - 座長[注 32][注 38]
- 生駒芳子 - 副座長[注 39]
- 安蒜保子
- 石井リーサ明理[注 40]
- 石川和子
- 垣内俊哉

- 官浪辰夫
- 北原照久
- 杉山愛[注 32][注 39]
- 田口亜希[注 32]
- 谷口亮[注 41]
- 鳥嶋和彦

- 中川翔子
- 長澤忠徳[注 42]
- 夏野剛[注 32][注 39]
- 林いづみ[注 32][注 39]
- 日野晃博
- 陸川和男

#### 大会スタッフ・都市ボランティアのユニフォームデザイン選考委員会
2018年11月8日現在
- 生駒芳子 - 座長[注 39]
- 香取慎吾
- コシノヒロコ
- 杉山愛[注 39]
- 土田和歌子

- 永井一史
- 長崎巌
- 中西教夫
- 夏野剛[注 39]
- 林いづみ[注 39]

- 原由美子
- 矢ケ崎紀子
- 山田敦郎
- 山本悦子
- ボランティア経験者（11名）

#### ネーミング選考委員会
大会スタッフ・都市ボランティアのネーミングを決定する委員会
- 清家篤 - 座長

#### 公式アートポスター アーティスト選定委員会
- 青柳正規
- 秋元雄史
- 今井すみこ
- 今中博之

- 岩渕貞哉
- 織作峰子
- 川上典李子

- 田根剛
- 南條史生
- 藪前知子

#### 聖火リレー検討委員会
2018年1月16日現在
- 布村幸彦 - 委員長
- 泉ピン子
- 井上惠嗣
- 今里讓
- 上治丈太郎
- 潮田勉

- 加賀見俊夫
- 河合純一
- 嶋津昭
- 髙橋秀文
- 武田美保
- 多田健一郎

- 林真理子
- 平岡英介
- 藤沢烈
- 古尾谷光男
- 藻谷浩介
- 山本仁

#### 街づくり・持続可能性委員会
2019年4月1日現在
- 小宮山宏 - 委員長
- 秋山哲男
- 家田仁
- 石戸奈々子
- 枝廣淳子
- 鎌田由美子
- 岸井隆幸
- 北原義一
- 小西雅子

- 崎田裕子
- 杉元宣文
- 関正雄
- 竹本和彦
- 田中暢子
- 中林一樹
- 中村由行
- 藤野純一
- 細田衛士

- 増田宗昭
- 松島克守
- 間野義之
- マリ・クリスティーヌ
- 森口祐一
- 野城智也
- 山崎亮
- 横張真
- 吉田正人

#### 経済・テクノロジー委員会
2019年4月1日現在
- 大田弘子 - 委員長
- 秋池玲子
- 井伊基之
- 石黒一憲
- 榎田竜路
- 翁百合

- キャシー松井
- 久貝卓
- 才藤栄一
- 首藤登志夫
- 高田創
- 冨山和彦

- 深沢和広
- 宮川美津子
- 宮部義幸
- 村井純
- 矢ケ崎紀子

#### 仮設会場整備のアドバイザリー委員会
2016年1月12日現在
- 富田裕 - 委員長

#### テクノロジー諮問委員会
2016年3月9日現在
- 國領二郎 - 委員長

#### 過去のメンバー
委員会は、それぞれのセクションも参照。
- メディア委員会 - 飯田裕美子、田中晃、松村一敏、Lucy Birmingham、山脇晴子、谷定文、阪本浩伸
- 街づくり・持続可能性委員会 - 隈研吾（辞任）

### 東京2020種目追加検討会議
当大会からできた制度、オリンピック組織委員会が推薦するオリンピックの追加種目について、東京2020組織委員会がIOCに提案する種目を検討する会議。
メンバー
- 御手洗冨士夫 - 座長
- 武藤敏郎 - 座長補佐
- 青木剛

- 秋山俊行
- 岡崎助一

- 遠山敦子
- 福田富昭

オブザーバー
- 高橋尚子

- 髙橋道和[注 20]

- 室伏広治

沿革
- 2014年12月8日、モナコで開催されたIOC臨時総会において、オリンピックの改革案『オリンピック・アジェンダ2020』が採決された。この改革案の中には提言「オリンピックの構成は競技ベースから種目ベースへ」の一環として、開催都市のオリンピック組織委員会が追加種目を提案できる、ということが含まれていた[114][115]。
- 2015年2月9日、IOC総会決議を受けて当会議発足[116]。
- 2015年4月27日、かつての公開競技は1988年ソウルオリンピックの柔道女子のように正式競技の国際競技連盟 (IF) の非五輪種目からも選出されていたが、選考対象をARISF加盟のIFの種目に限定することを決定[117]。追加種目制度は『オリンピック・アジェンダ2020』内の提言「オリンピックの構成は競技ベースから種目ベースへ」の一環であるにもかかわらず駅伝の国際陸上競技連盟、グラップリングの世界レスリング連合、3x3（のちに当大会正式種目に）の国際バスケットボール連盟など、オリンピック非正式種目を擁していてもオリンピック正式競技IFの種目は除外された。
- 2015年5月8日、3つの主要原則を盛り込んだ応募要項を発表。ARISF加盟の33のIFに提案募集開始[118]。
- 2015年6月8日、応募期限終了。アメリカンフットボール、オリエンテーリング、航空スポーツ、コーフボール、サーフィン、水上スキー&ウェイクボード、水中スポーツ、スカッシュ、相撲、スポーツクライミング、ダンススポーツ、チェス、綱引、ネットボール、ビリヤード、武術太極拳、フライングディスク、ブリッジ、フロアボール、ボウリング、ポロ、ブールスポーツ、野球ソフトボール、空手、ラケットボール、ローラースポーツの26のIFが応募[118][119]。クリケット、自動車、登山、パワーボート、ペロータ・バスカ、モーターサイクル競技、ライフセービングの7のIFが応募せず。
- 2015年6月22日 、追加種目の1次選考結果を発表。野球ソフトボール、ボウリング、空手、ローラースポーツ、スポーツクライミング、スカッシュ、サーフィン、武術太極拳の8競技内の種目に絞られた[120]。
- 2015年9月28日、提案種目案（野球ソフトボールは野球男子、ソフトボール女子。空手は男女組手3階級、男女形。ローラースポーツのスケートボードは男女ストリート、男女パーク。スポーツクライミングは男女ボルダリング・リード・スピード複合、男女サーフィンショートボードの5競技18種目）を決定。東京2020組織委員会理事会が案通りに提案種目を決定。IOCに追加種目を提案[121]。
- 2016年8月3日、リオデジャネイロでのIOC総会で提案の追加種目18種目の実施が決定される。

### 東京2020 開会式・閉会式 4式典総合プランニングチーム
2018年7月30日の第27回理事会にて、外部登用ではなく以下の8人が従来のまま4式典の演出企画を担当することが決定された。☆は、2016年リオオリンピック閉会式フラッグハンドオーバーセレモニー検討メンバー（"安倍マリオ"の企画・演出担当）の全4名だった。
- 野村萬斎 - チーフ・エグゼクティブ・クリエーティブ・ディレクター（東京2020総合チーム）
- 山崎貴 - エグゼクティブ・クリエーティブ・ディレクター（オリンピック クリエーティブチーム）
- 佐々木宏☆ - 電通出身。エグゼクティブ・クリエーティブ・ディレクター（パラリンピック クリエーティブチーム）。渡辺直美への容姿侮辱行為を報じられ2021年3月引責辞任[126]
- 東京2020総合チーム クリエーティブ・ディレクター

椎名林檎☆、川村元気、栗栖良依、菅野薫（電通出身）☆、MIKIKO☆
2020年12月23日、組織委員会は開閉会式企画・演出チームの新体制発表会見を行い、野村萬斎率いる7人のチームを解散し、パラリンピックの演出統括だったクリエイテイブディレクター佐々木宏を新体制の総合統括に任命したことを発表。山崎貴、MIKIKO、椎名林檎、川村元気、栗栖良依は22日付で活動を終えた。
それまでの企画・演出チームの実質的な仕切り役は、山崎貴、野村萬斎、MIKIKOと移り変わったが、上述のように2020年12月23日に佐々木宏が総合統括に就いた（上述の理由により2021年3月に引責辞任）。この間、佐々木宏と電通同期入社組の髙田佳夫（電通代表取締役。日大法を経て1977年電通入社）により、MIKIKOが2020年12月に辞職に追い込まれる恰好で企画・演出チームは解散する形となり、佐々木宏に一本化する新体制に変更された経緯があった。同時期、パラリンピック開会式の演出担当が予定されていたケラリーノ・サンドロヴィッチも退任した。

### 東京2020オリンピック競技大会開会式および閉会式制作・演出チーム
- アドバイザー：野村萬斎
- 聖火台デザイナー：佐藤オオキ

プロデュースチーム
- エグゼクティブプロデューサー：日置貴之（東京2020組織委員会）[134]
- エグゼクティブプロデューサー補佐：マルコ・バリッチ
- エグゼクティブプロデューサー補佐：ピアース・シェパード

クリエーティブチーム
- 開会式・閉会式 ショーディレクター：小林賢太郎（解任）
- 開会式・閉会式 振付ディレクター：平原慎太郎
- 音楽ディレクター：田中和之
- 舞台美術デザイナー：種田陽平
- 舞台美術：冨澤奈美
- アートディレクター：浜辺明弘
- ライター：樋口卓治
- ヘアメイクデザイナー：冨沢ノボル
- 作曲家：徳澤青弦
- 作曲家：原摩利彦
- 作曲家：景井雅之

## 諸問題

### 職員の新型コロナウイルス感染
2020年4月22日、東京五輪・パラリンピック大会組織委員会は、同委員会の30代の男性職員1名の新型コロナウイルス感染が確認されたと発表した。当該職員は軽症につき自宅療養中であるという。組織委は当該職員が勤務していた区域の閉鎖・消毒を実施し、当該職員と接触のあった同僚を自宅待機とする措置を取った。

### 大会運営費のピンハネ問題
2021年6月7日の2020東京五輪・パラ大会開会直前、JOCの経理部長が都営地下鉄浅草線中延駅で、電車に飛び込み逝去した。折しも、同大会のオリパラ開閉4式典では、大会組織委員会から最終的に165億円が電通に委託され、実際にオリ・パラ開閉4式典に用いられた予算がおよそ10億円。155億円あまりが電通の守秘義務契約を理由に使途不明になっていることが明らかになっている。また、同大会運営業務委託に絡み、東急エージェンシー、博報堂、ADK、電通など大手広告代理店数社やフジメディアHG系列の番組制作会社フジクリエイティブコーポレーション、人材派遣会社パソナによる、「日給35万」など人件費や管理費名目の多額の"中抜き"（中間搾取ないしピンハネ、丸投げ）が国会審議やテレビ番組上での告発などで問題視され、様々な推察や憶測を呼んでいる。

### 小山田圭吾の起用問題
2021年7月14日、東京オリンピック・パラリンピック競技大会組織委員会は、開会式・閉会式のクリエイティブチームメンバーなどを発表。ほどなくして、メンバーのひとりである小山田圭吾の90年代インタビュー記事がTwitterを中心に話題となり、“障害者に対するいじめ自慢をしている人物を五輪開会式の楽曲担当者にふさわしいのか”というような意見が集まった。武藤事務総長は世論を無視して続投を表明したものの、海外メディアが続々と本件について報じ始めた。
7月19日、小山田は楽曲担当の辞任を組織委に申し出たことを表明。前述の組織委のリスト記事からも名前が削除された。同夜に武藤事務総長は、小山田の担当部分は開会式オープニングの4分間程度だったと明かし、この楽曲を使用しないと語った。

### のぶみの辞退問題
絵本作家ののぶみは、大会組織委員会の主催による、共生社会の実現をテーマにした文化プログラムに出演予定だったが、過去に本人が教師に対しておこなったとする不適切行為がネット上で批判されたことを受けて、出演を辞退したことが2021年7月20日に大会組織委員会から発表された。

### 大会運営費の膨張
2022年6月21日、2020東京組織委は大会経費を、当初想定の2倍になる総額1兆4238億円とする最終決算を発表した。当初の招致時に示した額の2倍に膨らんだ。各負担割合は、組織委が6404億円であり、残りを東京都が5965億円、国が1869億円と税金ないし公金から支出した。
1998年長野冬季五輪では、国際オリンピック委員会（IOC）で招致段階における不正疑惑が浮上し、当時の長野組織委が帳簿を焼却し真相は藪の中となった。2016年東京五輪招致委員会でも、招致費の経理書類が保存期間であるにもかかわらず紛失していた経緯があった。
2020東京組織委でも、重要な意思決定は全て非公開で行なわれ、情報開示する法的仕組みがなく、帳簿・契約書・稟議書などの重要文書は清算人が10年間保管するが開示義務がない。裁判で争う以外になく、開催自治体の東京都も「閲覧は困難」との見方を示しているとのこと。
また五輪大会開催前の2021年1月、内閣官房オリパラ事務局が国の予算を公表しているが、大会開催後は予算に対する支出を公表していなかった。
2022年12月21日、会計検査院は「予算が総経費の見込み額を示したものでない上、国は大会後も総経費を取りまとめていない」と指摘したうえ、上記のごとく2020東京組織委が大会総経費のうち国負担分を1869億円と算定していたのに対し、実際は約4668億円だったと指摘。選手強化費やセキュリティー対策費、コロナ対策費、競技場整備費など経費に含まれていない額が2799億円分あり、加算すべきだとした。さらに、道路や気象設備の整備費など国と東京都の負担分を合計した大会関連経費を加えた場合は、約3兆7000億円に達するとも算定した。

### スポンサー選定や公式ライセンス商品を巡る贈収賄事件
元電通で大会組織委員会の高橋治之元理事が在任中に大会スポンサーであるAOKIホールディングスとの間でコンサル契約を結んだ上で同社から4500万円超を受け取っていた疑いがあるとして東京地検特捜部が捜査していることが2022年7月に報じられた。東京オリ・パラ競技大会組織委員会は東京五輪・パラリンピック特別措置法に基づき、理事はみなし公務員と規定されているため、職務に関して金品などを受領した場合は刑法の収賄罪に抵触する可能性があるとしている。同月、組織委員会の清算法人に東京地検特捜部が家宅捜索に入った。

2022年8月17日、高橋が受託収賄容疑で、青木拡憲前会長らAOKIホールディングスの幹部3名が贈賄容疑で特捜部に逮捕された。

さらに、その後の特捜部の調べで、2022年9月には、AOKIと同じオフィシャルサポーターであったKADOKAWAのスポンサー選定にも高橋が関与していた疑いが明らかになり、高橋の慶応義塾高校・大学の後輩にあたる芳原世幸KADOKAWA顧問ら、さらにKADOKAWA会長の角川歴彦も逮捕された。KADOKAWAからの賄賂については、高橋の電通時代の後輩である深見和政が経営する東京都中央区のコンサルティング会社「コモンズ2」名義の預金口座を通して、計7600万円が支払われていたとされ、深見も収賄容疑で2022年9月6日に逮捕されている。

9月27日、大会スポンサー募集業務をメインとする電通の「販売協力代理店」選定に絡み、広告会社「大広」に便宜を図った上に見返りとして約1500万円の賄賂を受け取ったとして、高橋と深見が受託収賄容疑で再逮捕された。また、贈賄容疑で大広の執行役員が逮捕された。

さらに、大広とともに電通からスポンサー募集業務の再受託をされていたADKホールディングスや、五輪マスコットのミライトワやパラリンピックマスコットのソメイティのぬいぐるみを販売していた「サン・アロー」による高橋への贈賄が明らかになり、ADK社長ら経営幹部3人が逮捕され、高橋は再逮捕された。11月9日にはサン・アローからの資金の受け皿になったコンサルティング会社「アミューズ」（解散）の元代表が収賄罪で、サン・アローの社長と顧問が贈賄罪でそれぞれ在宅起訴された。

### テスト大会及び本大会の入札談合事件
2022年11月22日、テスト大会を巡る入札談合疑惑で、ADKマーケティング・ソリューションズが公正取引委員会に対し、課徴金減免制度に基づいて談合を自主申告していたことが判明した。談合が疑われているのは、組織委員会が発注した各競技のテスト大会の計画立案などを委託する業務。2018年、1～2会場ごとに計26件の競争入札が行われ、電通やADKといった広告会社など9社と共同事業体の1団体が落札した。契約額は1件あたり約6000万～約400万円で、総額は5億円余りに上る。11月25日、東京地検特捜部と公正取引委員会は私的独占の禁止及び公正取引の確保に関する法律（独占禁止法）違反（不当な取引制限）の疑いで、電通本社ビル、イベント制作会社「セレスポ」（東京都豊島区）など関係先の家宅捜索を行った。11月28日には、博報堂、東急エージェンシー、イベント制作会社「セイムトゥー」（東京都千代田区）、フジ・メディアHGの番組制作会社フジクリエイティブコーポレーションなどを、翌11月29日には、電通ライブ、ADKマーケティング・ソリューションズ、イベント制作会社「シミズオクト」（東京都新宿区）及び「トレス」（東京都中央区）などを家宅捜索した
。
テスト大会関連の業務は組織委員会大会運営局のテストイベントマネジメント部が担当し、電通やイベント制作会社セレスポなど落札企業からの出向者が在籍していた
。スポンサー募集業務をメインにする電通は、付随業務にすぎない大会運営業務については、その発注元の大会運営局への出向者を通して各社に割り振っていた。これはまた、「発注元と発注先が同じ人間」という構図も意味する。その上で、組織委員会が入札参加者の公募を始める9日前に、電通が作成した入札参加予定者の「一覧表」にあった複数の企業名から落札業者を決定していた疑いがあるとのことである。
テスト大会に引き続き、電通といった広告代理店9社などの五輪本大会での随意契約額は、平均3割増しだったとのこと。さらに電通など9社等が、テスト大会と本大会の関連業務を随意契約で受注した総額は、東京都公表分で少なくとも約200億円に上るとのことである。
2023年1月、テスト大会に続き、2021年に開催された本大会においても入札談合の疑惑が浮かび上がった。組織委員会の資料には「テスト大会を入札した企業には、本大会の業務も委託する」との記載があったという。これに伴い、電通をはじめとした9社と1共同企業体が入札を伴わない形の随意契約を行い、その額は400億円に上るものとみられている。この疑惑に関して、電通幹部らは談合を認める供述をしている。また、当初は否認していた組織委員会大会運営局次長も受注調整を認める発言をしている。東京地検特捜部は独占禁止法違反の疑いで、電通などの立件を視野に入れている。
2023年2月8日、東京地検特捜部は、受注調整はテスト大会関連業務及び本大会なども含めて一体的に行われたとの見方を示し、テスト大会の計画立案支援業務を巡る入札で受注調整をした独占禁止法違反（不当な取引制限）容疑で、みなし公務員たる組織委員会大会運営局元次長の森泰夫、受注側である電通元幹部（元スポーツ事業局長、あるいは元スポーツ局局長補）らを逮捕した。併せてセレスポ及びフジクリエイティブコーポレーションの幹部ら2人をそれぞれ逮捕し、各関係先の家宅捜索を行った。2月28日、特捜部は元次長ら7人と電通など法人6社を起訴した。12月12日、東京地裁は森元次長に懲役2年、執行猶予4年の判決を言い渡した。同月15日付でこの判決が確定した。

### 東京都監査委員の報告書
2023年6月6日、東京五輪・パラリンピックの大会組織委員会に関する東京都監査委員の報告書が公表され、組織委幹部らが関与したとされる汚職や談合事件の発生を受け、「ガバナンスのあり方に大きな課題」を残したと指摘した。